# Фадеенко, Анастасия Юрьевна
Анастаси́я Ю́рьевна Фаде́енко (12 апреля 1987, Полоцк) — белорусская гребчиха, выступает за сборную Белоруссии по академической гребле с 2006 года. Серебряная призёрша чемпионата Европы, победительница молодёжных и республиканских регат. На соревнованиях представляет Витебскую область, мастер спорта международного класса.

## Биография
Анастасия Фадеенко родилась 12 апреля 1987 года в городе Полоцке Витебской области Белорусской ССР. Активно заниматься академической греблей начала в раннем детстве, проходила подготовку в полоцкой специализированной детско-юношеской школе олимпийского резерва и в витебском областном центре олимпийского резерва по гребным видам спорта, тренировалась под руководством тренеров О. М. Каминской и М. И. Каминского. Состоит в спортивном клубе Федерации профсоюзов Беларуси и в спортивном клубе Вооружённых сил.
Первого серьёзного успеха добилась в 2005 году, когда попала в юниорскую сборную Белоруссии и побывала на юниорском чемпионате мира в немецком городе Бранденбурге, откуда привезла награду серебряного достоинства, выигранную в зачёте парных четырёхместных экипажей. Год спустя в распашных восьмёрках с рулевой выиграла серебряную медаль на молодёжном мировом первенстве в Бельгии и дебютировала на взрослом международном уровне, заняв шестое место на этапе Кубка мира в польской Познани. В сезоне 2007 года участвовала во всех трёх этапах мирового кубка, в парных четвёрках была шестой на чемпионате Европы в Познани, тогда как в парных двойках расположилась на тринадцатой строке в итоговом протоколе чемпионата мира в Мюнхене.
В 2008 году Фадеенко участвовала в основном в распашных гребных дисциплинах, выступала на этапах Кубка мира и на молодёжном мировом чемпионате в Бранденбурге, где выиграла бронзу в распашных рулевых восьмёрках. На домашнем чемпионате Европы в Бресте финишировала в парных четвёрках четвёртой, немного не дотянув до призовых позиций, в то время как на чемпионате мира в Познани дошла только до утешительного финала «Б» и в итоге заняла двенадцатое место. В 2011 году в рулевых распашных восьмёрках завоевала серебряную медаль на чемпионате Европы в болгарском Пловдиве, уступив лидерство лишь команде из Румынии — при этом её партнёршами были Екатерина Шлюпская, Ольга Березнёва, Наталья Гелах, Анна Нахаева, Татьяна Кухта, Юлия Бичик, Маргарита Кречко и рулевая Ярослава Павлович.
Фадеенко пыталась квалифицироваться на летние Олимпийские игры в Лондон, однако в отборочных гонках в Швейцарии показала третье время и не получила олимпийскую лицензию. Вместо Олимпиады участвовала в чемпионате Европы в итальянском городе Варесе, где стала четвёртой, остановившись в шаге от пьедестала. На европейском первенстве следующего 2013 года в Севилье вновь была четвёртой, в то время как на чемпионате мира в Южной Корее стартовала в утешительном финале «Б» и в итоговом протоколе закрыла десятку сильнейших.
За выдающиеся спортивные достижения удостоена почётного звания «Местер спорта Республики Беларусь международного класса».